# Équipe du pays de Galles espoirs de football
Maillots
L'équipe du pays de Galles espoirs de football est une sélection de Gallois de moins de 21 ans placée sous l'égide de la fédération galloise de football.

## Histoire
L'actuel directeur est Geraint Williams qui succède en juillet 2012 à Brian Flynn, plus connu pour la gestion des clubs gallois évoluant dans le championnat anglais tels que Wrexham et Swansea City.
Au cours des dernières décennies, l'équipe a été plutôt délaissée par la Fédération galloise, bon nombre des grands joueurs gallois de ces dernières années n'ayant pas passé beaucoup de temps dans l'équipe espoirs. Ryan Giggs, célèbre footballeur gallois, a joué seulement un match dans l'équipe espoirs, avant de faire ses débuts contre les Allemands en équipe A lors du match suivant.
Plus récemment toutefois, le sélectionneur de l'équipe A John Toshack ainsi que Brian Flynn ont commencé à utiliser l'équipe espoirs dans le but de créer un réservoir de jeunes talents gallois. L'équipe peut maintenant se vanter d'avoir un bien meilleur système de suivi des jeunes joueurs gallois, et a connu une nette amélioration de leur effectif et de leur jeu. Les récents matchs ont vu des victoires éclatantes contre l'Estonie (5-1), l'Irlande du Nord (4-0) et la France (4-2).

### De nombreuses humiliations en qualifications pour l'Euro espoirs 2015 (2013-2015)
La campagne pour les Éliminatoires du championnat d'Europe de football espoirs 2015 commence par une victoire grâce à un but du futur international gallois, Tom Lawrence face à la Moldavie à la 10e minute de jeu le 22 mars 2013. Le 14 août 2013, le pays de Galles se voit humilié par la formation de la Finlande, (défaite 1-5), et surtout une défaite inattendue face à Saint-Marin, le gardien gallois et futur international, Danny Ward n'est pas parvenu à arrêter le ballon du futur international saint-marinais, Juri Biordi. Les gallois ne parvenaient pas à égaliser et le gardien adverse, Elia Benedettini est parvenu à repousser tous les ballons en provenance des gallois, (défaite 0-1),,,. La situation ne s'améliore pas lors du match retour face à la Moldavie qui se conclut par un nul vierge obtenu le 10 septembre 2013. Le pays de Galles finit par remonter la pente pour ses deux derniers matches de l'année 2013, les Young Dragons s'imposèrent (2-0) grâce à un doublé de Tom Lawrence face à la Lituanie obtenu le 11 octobre 2013, et une autre victoire face à Saint-Marin le 15 octobre 2013 (victoire 4-0).
Lors de son retour en mars 2014, le Pays de Galles affronte les Young Three Lions, les Young Dragons s'inclinèrent (0-1). Le 19 mai 2014, les Gallois reperdirent face à cette même équipe (défaite 1-3). Les deux derniers matches disputés en septembre 2014 voit les Young Dragons finir par deux matches nuls. Le 5 septembre 2014 face à la Finlande (nul 2-2), et le 9 septembre 2014 face aux Lituaniens (nul 1-1).

### Des quatrièmes places en qualifications (depuis 2015)
Les autres campagnes de qualifications n'ont pas été à la hauteur pour les Young Dragons, la sélection galloise n'est parvenue à finir que quatrième de chaque campagne de qualification à laquelle elle a participé, en 2017, 2019, 2021 et 2023.
Le 12 novembre 2021, le pays de Galles a obtenu sa plus large victoire depuis la création de la sélection espoirs à Gibraltar grâce aux buts d'Owen Beck, Luke Jephcott, Daniel Williams, Terry Taylor, Ryan Astley et à un doublé de Joe Adams (victoire 7-0).

### Parcours au Championnat d'Europe de football espoirs
- 1994 : non qualifié
- 1996 : non qualifié
- 1998 : non qualifié
- 2000 : non qualifié
- 2002 : non qualifié
- 2004 : non qualifié
- 2006 : non qualifié
- 2007 : non qualifié
- 2009 : non qualifié
- 2011 : non qualifié
- 2013 : non qualifié
- 2015 : non qualifié
- 2017 : non qualifié
- 2019 : non qualifié
- 2021 : non qualifié
- 2023 : non qualifié

## Effectif actuel
Les joueurs suivants ont appelés pour disputer un match amical face à l'Autriche le 27 septembre 2022. 
| Pos        | Nom                | Date de naissance | Sélections | Buts | Club                                             |
| ---------- | ------------------ | ----------------- | ---------- | ---- | ------------------------------------------------ |
| Gardiens   |                    |                   |            |      |                                                  |
| GB         | Cian Tyler         | 22 mars 2002      | 0          | 0    | Hereford (en prêt de Coventry City)              |
| GB         | David Robson       | 22 janvier 2002   | 0          | 0    | Crawley Town (en prêt de Hull City)              |
| GB         | Ed Beach           | 14 novembre 2003  | 0          | 0    | Chelsea                                          |
| GB         | Evan Watts         | 23 septembre 2004 | 0          | 0    | Swansea City                                     |
| Défenseurs |                    |                   |            |      |                                                  |
| DEF        | Fin Stevens        | 10 avril 2003     | 9          | 0    | Swansea City (en prêt de Brentford)              |
| DEF        | Owen Bevan         | 26 octobre 2003   | 0          | 0    | Yeovil Town (en prêt de l'AFC Bournemouth)       |
| DEF        | Matt Baker         | 6 février 2003    | 0          | 0    | Stoke City                                       |
| DEF        | Owen Beck          | 9 août 2002       | 7          | 1    | Bolton Wanderers (en prêt de Liverpool)          |
| DEF        | Iestyn Hughes      | 31 octobre 2002   | 0          | 0    | Leicester City                                   |
| DEF        | Luca Hoole         | 2 juin 2002       | 1          | 0    | Bristol Rovers                                   |
| DEF        | Zac Ashworth       | 6 septembre 2002  | 1          | 0    | West Bromwich Albion                             |
| DEF        | Jay Williams       | 26 février 2003   | 0          | 0    | Fulham                                           |
| Milieux    |                    |                   |            |      |                                                  |
| MIL        | Oli Hammond        | 13 novembre 2002  | 3          | 1    | Nottingham Forest                                |
| MIL        | Tom Sparrow        | 6 décembre 2002   | 1          | 0    | Stoke City                                       |
| MIL        | Eli King           | 23 décembre 2002  | 5          | 0    | Crewe Alexandra (en prêt de Cardiff City)        |
| MIL        | Oli Ewing          | 3 janvier 2003    | 0          | 0    | Leicester City                                   |
| MIL        | Charlie Savage     | 2 mai 2003        | 0          | 0    | Manchester United                                |
| MIL        | Ryan Howley        | 23 novembre 2003  | 0          | 0    | Coventry City                                    |
| MIL        | Jadan Raymond      | 15 octobre 2003   | 0          | 0    | Crystal Palace                                   |
| MIL        | James Lannin-Sweet | 3 novembre 2003   | 0          | 0    | Arsenal                                          |
| MIL        | Ed Turns           | 18 octobre 2002   | 1          | 0    | Brighton & Hove Albion                           |
| MIL        | Dan Malone         | 18 avril 1991     | 0          | 0    | Altrincham (en prêt de Stoke City)               |
| Attaquants |                    |                   |            |      |                                                  |
| ATT        | Pat Jones          | 9 juin 2003       | 2          | 0    | Huddersfield Town                                |
| ATT        | Josh Farrell       | 27 juin 2003      | 0          | 0    | Juventud de Torremolinos (en prêt de Grenade CF) |
| ATT        | Josh Thomas        | 24 septembre 2002 | 0          | 0    | Swansea City                                     |
| ATT        | Joe Taylor         | 18 novembre 2002  | 0          | 0    | Peterborough United                              |

## Dernières rencontres
Le tableau ci-dessous dresse la liste des derniers matchs joués par l'équipe du pays de Galles espoirs de football durant l'année 2022 :
| Date              | Adversaire | Score | Buteurs gallois                          | Compétition   |
| 25 mars 2022      | Suisse     | 1 - 5 | Joe Adams ( 46e)                         | Élim. CE 2023 |
| 29 mars 2022      | Bulgarie   | 1 - 1 | Sam Pearson ( 63e)                       | Élim. CE 2023 |
| 11 juin 2022      | Pays-Bas   | 0 - 1 | -                                        | Élim. CE 2023 |
| 14 juin 2022      | Gibraltar  | 2 - 0 | Joe Adams ( 46e) · Oliver Hammond ( 53e) | Élim. CE 2023 |
| 27 septembre 2022 | Autriche   | 0 - 2 | -                                        | Match amical  |

## Classement des éliminatoires du Championnat d'Europe espoirs 2023
| Rang | Équipe         | Pts | J  | G | N | P | Bp | Bc | Diff |  | Résultats (▼ dom., ► ext.) |     |     |     |     |     |     |
| ---- | -------------- | --- | -- | - | - | - | -- | -- | ---- |  | -------------------------- | --- | --- | --- | --- | --- | --- |
| 1    | Pays-Bas       | 26  | 10 | 8 | 2 | 0 | 32 | 3  | +29  |  | Pays-Bas                   |     | 2-0 | 3-0 | 5-0 | 3-1 | 6-0 |
| 2    | Suisse         | 23  | 10 | 7 | 2 | 1 | 22 | 6  | +16  |  | Suisse                     | 2-2 |     | 3-0 | 5-1 | 1-0 | 4-0 |
| 3    | Moldavie       | 12  | 10 | 3 | 3 | 4 | 7  | 12 | -5   |  | Moldavie                   | 0-3 | 1-1 |     | 1-0 | 0-2 | 1-0 |
| 4    | Pays de Galles | 11  | 10 | 3 | 2 | 5 | 15 | 14 | +1   |  | Pays de Galles             | 0-1 | 0-1 | 0-0 |     | 1-1 | 2-0 |
| 5    | Bulgarie       | 10  | 10 | 2 | 4 | 4 | 10 | 11 | -1   |  | Bulgarie                   | 0-0 | 0-1 | 0-0 | 0-4 |     | 5-0 |
| 6    | Gibraltar      | 1   | 10 | 0 | 1 | 9 | 1  | 41 | -40  |  | Gibraltar                  | 0-7 | 0-4 | 0-4 | 0-7 | 1-1 |     |